# Александар Ћеклић
Александар Ћеклић (Ваљево, 1965) српски је примењени уметник познат по уметничком повезу књига. Такође је истраживач и аутор стручно-научних текстова. Проучавао је у више наврата библиотеку манастира Хиландар и један је од малобројних стручњака у свету за историју и израду византијског повеза.

## Биографија
Основну и средњу школу завршио је у Високом. Дипломирао је на Саобраћајном факултету у Београду.
Уметничким повезом књига бави се од 1992. године, радећи класичне и модерне уметничке повезе, дизајн и рестаурацију књига. Његови повези налазе се у бројним збрикама у Србији, Швајцарској, Јапану, Белорусији, Русији, Енглеској, Азербејџану и др. Често ради за потребе Српске и Грчке православне цркве.
Члан је Удружења ликовних уметника примењених уметности и дизајнера Србије (УЛУПУДС-а).

## Стручни чланци
- Александар Ћеклић, „Повези рукописних књига Хиландарске библиотеке“ Архивирано на веб-сајту  (14. јул 2014), Новине Београдског читалишта, бр. 33-34-35, 2008.
- —||— „Повез Српског минхенског псалтира“ Архивирано на веб-сајту  (14. јул 2014), Зборник Музеја примењене уметности, бр. 6 (нова серија), Београд 2010.
- —||— „Повези Глигорија Возаровића“, Међународни скуп „Стара, ретка и уметничка књига – јуче, данас, сутра“, Библиотека града Београда 16. 12. 2010.
- —||— „Путеви једног ренесансног орнамента“[мртва веза], Археографски прилози, бр. 33, Београд 2011.
- —||— „Богумили, историја или лажни мит“ Архивирано на веб-сајту  (23. септембар 2015), Геополитика, бр. 64. јун-јул 2013, Београд
- —||— „Богумилски повез - један историјски фалсификат“[мртва веза], Археографски прилози, бр. 35, Београд 2014.
- —||— Преглед историје повеза књига до XX века, Исток бр. 11-12-13, Књажевац 2016-2017.
- —||— Обрезивање српских средњовековних књига, XII Библионет 2018, Рукописна и стара штампана књига, Београд-Нови Сад 2018.

## Изложбе
Самосталне изложбе уметничког повеза књига
- Мала галерија УЛУПУДС-а, Београд, март-април 2008.
- Галерија АТРИЈУМ, Библиотека града Београда, август-септембар 2008.
- Галерија Музеја рудничко-таковског краја, Горњи Милановац, новембар 2008.
- Галерија РТС-а, Београд, септембар 2011.
- Галерија Педагошког музеја, септембар 2018.

Групне изложбе
- 8. и 9. међународни бијенале уметности минијатуре, Горњи Милановац 2005. и 2008.
- 41, 42, 43. мајска изложба УЛУПУДС-а, Београд 2009, 2010. и 2011.
- Годишња изложба дизајн секције УЛУПУДС-а, Галерија „Сингидунум“, Београд 13 - 23. јула 2010.

## Награде
- Награда „Глигорије Возаровић“ Библиотеке града Београда за допринос књизи 2008.